# Wojny bułgarsko-łacińskie
Wojny bułgarsko-łacińskie to nazwa serii konfliktów między Cesarstwem Bułgarskim a Cesarstwem Łacińskim, ustanowionym przez krzyżowców w czasie IV krucjaty w 1204 roku na terenie części Imperium Bizantyjskiego. Konflikty te miały miejsce od początków XIII wieku do drugiej połowy tegoż stulecia.
Początkowo to łacinnicy byli stroną atakującą, liczyli że uda im się poszerzyć swoje panowanie również na ziemie kontrolowane przez Bułgarów i Greków, ale ich ekspansja został powstrzymana bardzo szybko, bo zaledwie rok po ustanowieniu Cesarstwa Łacińskiego. W 1205 roku doszło do bitwy pod Adrianopolem, która zakończyła się druzgocącą klęską łacinników i od tamtej pory Cesarstwo musiało raczej myśleć o obronie granic przed Bułgarami i napierającymi zewsząd Grekami niż nad ekspansją. Walki z Bułgarami i Grekami zakończyły się ostatecznie porażką łacinników i Cesarstwo Łacińskie przestało istnieć w 1261 roku. Bułgaria, dzięki swojej aktywności militarnej znacznie rozszerzyła swoje terytorium na półwyspie Bałkańskim a dzięki czasowej likwidacji ortodoksyjnego patriarchatu konstantynopolitańskiego, kościół bułgarski był w zasadzie niezależny.

## Powstanie Cesarstwa łacińskiego
13 kwietnia 1204 roku rycerstwo IV krucjaty zdobyło i złupiło Konstantynopol, stolicę cesarstwa bizantyjskiego. Na mocy porozumienia zwanego Partitio terrarum imperii Romaniae doszło do podziału części ziem Bizancjum i ustanowienia na nich nowych organizacji państwowych, rządzonych przez przybyszów z Europy Zachodniej. Wśród nowo powstałych państw przewodnią rolę miało odgrywać Cesarstwo Łacińskie, które miało być bezpośrednim "następcą" Bizancjum. Pierwszym cesarzem został Baldwin z Flandrii, który na mocy Partitio... otrzymywał ćwierć ziem Bizancjum i zwierzchnictwo nad innymi panami łacińskimi. Jego siedzibą było miasto cesarzy, Konstantynopol.

## Kwestia bułgarska
Po utworzeniu Cesarstwa Łacińskiego, głównym celem łacinników była ekspansja. Większość terenów, które podzielili oni pomiędzy sobą, wciąż pozostawała bowiem poza ich kontrolą. Bułgaria, która jeszcze w czasie trwania oblężenia oferowała krzyżowcom sojusz przeciwko Grekom, również stała się celem ekspansji, zwłaszcza że Kałojan władał znaczną częścią dawnego Cesarstwa Bizantyjskiego a Baldwin, jako jego spadkobierca rościł sobie prawa do wszystkich jego ziem. Punktem zapalnym stał się bunt arystokracji bizantyjskiej w Tracji, który wybuchł w 1205 roku. Grecy, wiedząc że nie mają większych starć z krzyżowcami, wezwali na pomoc Bułgarów, oferując im w zamian złożenie hołdu.

## Kałojan
Na wieść o oblężeniu przez łacinników Adrianopola, namawiany przez grecką arystokrację car Bułgarii Kałojan zdecydował się na interwencję. Według relacji Gotfryda z Villehardouin: Król Wołochów przybywał w sukurs Adrianopolowi na czele olbrzymiej armii; miał ze sobą Wołochów i Bułgarów a także czternaście tysięcy Kumanów, którzy nie byli ochrzczeni. 14 kwietnia 1205 roku doszło do decydującej bitwy między łacinnikami a siłami Kałojana. Bułgarskim Kumanom udało się odciągnąć większość ciężkiej jazdy przeciwnika, która była jego najsilniejszą bronią, od głównych sił. Dzięki podstępowi Bułgarzy bez przeszkód rozbili podzielone wojsko Cesarstwa. Cesarz Baldwin dostał się do niewoli, Ludwik I z Blois zginął wraz z większością żołnierzy, pozostali albo zbiegli do Konstantynopola albo dostali się do niewoli. Pozbawione władcy i wojsk Cesarstwo Łacińskie było łatwym łupem dla Bułgarów. Do końca 1205 roku Kałojan zajął po bitwie Seres i Filipopolis, przejmując tym samym kontrolę nad większością ziem łacinników w Macedonii i Tracji.
W styczniu 1206 roku Bułgarzy ponownie pokonali łacinników w Tracji i niedługo potem zajęli Didymoteicho. Resztę ziem trackich spustoszyli, szczególnie często grabiąc okolice wokół Heraklei i Çorlu, jak i same te miasta. Początkowo Bułgarzy łupili i brali w niewolę głównie arystokrację, ale z biegiem czasu, na rozkaz Kałojana, zaczęto grabić wszystkich mieszkańców danej ziemi, po czym przesiedlano ich do odległych regionów w Bułgarii. Taka polityka szybko sprawiła, iż miejscowi Grecy przestali postrzegać Bułgarów jako sojuszników i zaczęli stawiać im opór.
Bułgarzy dwukrotnie oblegali Adrianopol ale nie udało im się zająć tego jakże ważnego miasta z powodu problemów z Kumanami a także w wyniku działań nowego cesarza łacińskiego, Henryka z Flandrii. W 1207 roku, aby przełamać impas, Kałojan zawarł sojusz z Teodorem Laskarysem, cesarzem Nicei, zakładający współdziałanie przeciwko łacinnikom. W tym samym roku udało się Bułgarom pokonać i zabić Bonifacego z Montferratu, łacińskiego króla Tessaloniki i oblegli jego stolicę. W czasie oblężenia zginął Kałojan, zamordowany przez jednego z Kumanów, Manastăra.

## Pokój
Następcą Kałojana został jego siostrzeniec Borił, ale nowemu władcy nie udało się powtórzyć sukcesów wuja. W 1208 roku został pokonany przez cesarza Henryka pod Filipopolis, ale walki mimo to toczyły się aż do 1210 roku, kiedy to Łacinnicy zawarli sojusz z Węgrami, otaczając w ten sposób posiadłości bułgarskie. Ostatecznie Borił wszedł do sojuszu, sprzymierzając się z łacinnikami i Węgrami.

## Wojny i sojusze
W 1231 roku regenci rządzący Cesarstwem ostatecznie dogadali się z Janem z Brienne, który na mocy nowo zawartej umowy miał zostać regentem i współcesarzem Baldwina II. Taki obrót spraw mocno zaskoczył dotychczasowych bułgarskich sojuszników cesarstwa i w konsekwencji doprowadził do upadku aliansu między Konstantynopolem a Iwanem Asenem II, cesarzem Bułgarii. Sytuację wykorzystali Nicejczycy, którzy krótko potem doszli do porozumienia z Bułgarami. Siły Iwana wspierały Greków w walkach przeciwko łacinnikom na przykład w czasie oblężenia Konstantynopola w 1235 roku. Sojusz nicejsko-bułgarski został przypieczętowany małżeństwem Eleny, córki Iwana z synem Jana Watatzesa, Teodorem II Laskarysem. Jednym ze skutków sojuszu była ponowna integracja kościoła bułgarskiego z kościołem prawosławnym i restauracja patriarchatu w Bułgarii. Nicea i Bułgaria zdominowały łacinników i mimo nieudanej próby zdobycia Konstantynopola, sojusznicy podzielili pomiędzy sobą ziemie Cesarstwa w Tracji.
W 1237 roku zmarł Jan z Brienne co sprawiło iż cesarz Iwan dostrzegł nową szansę na podporządkowanie sobie Konstantynopola. W porozumieniu z łacinnikami planował ślub swojej córki z cesarzem Baldwinem II, rozkazał również porwanie Eleny z dworu nicejskiego. Nowy sojusz z łacinnikami zakończył się jednak bardzo szybko. W czasie bułgarsko-łacińskiego oblężenia Çorlu do Iwana doszły wieści o śmierci żony, dziecka i patriarchy bułgarskiego. Cesarz uznając to za karę niebios za zmianę sojuszu porzucił łacinników i odesłał Teodorowi II swoją córkę. Mimo odnowienia sojuszu z Niceą Iwan Asen nie podejmował jakichś zdecydowanych kroków wymierzonych w Konstantynopol. Zezwolił nawet na przemarsz ochotników z Europy Zachodniej i Kumanów, którzy wspólnie zmierzali wzmocnić siły łacinników.

## Koniec Cesarstwa
Po śmierci Iwana Asena II głównym problemem Bułgarii stało się niebezpieczeństwo mongolskie a jeszcze później jej władcy skupiali się na stosunkach z Serbią i z Węgrami, nie zwracając większej uwagi na sprawy Cesarstwa Łacińskiego które było za słabe aby stanowić poważniejsze zagrożenie dla Bułgarii. W 1261 roku Grecy z Nicei ostatecznie zdobyli Konstantynopol kończąc w ten sposób istnienie Cesarstwa.